# Parabothus chlorospilus
 Parabothus chlorospilus és un peix teleosti de la família dels bòtids i de l'ordre dels pleuronectiformes present a les costes de les illes Hawaii.